# Francesco Melanzio
Francesco Melanzio (Montefalco, circa 1465 – circa 1526) è stato un pittore italiano, esponente della scuola umbra e attivo soprattutto nella sua città natale.

## Biografia

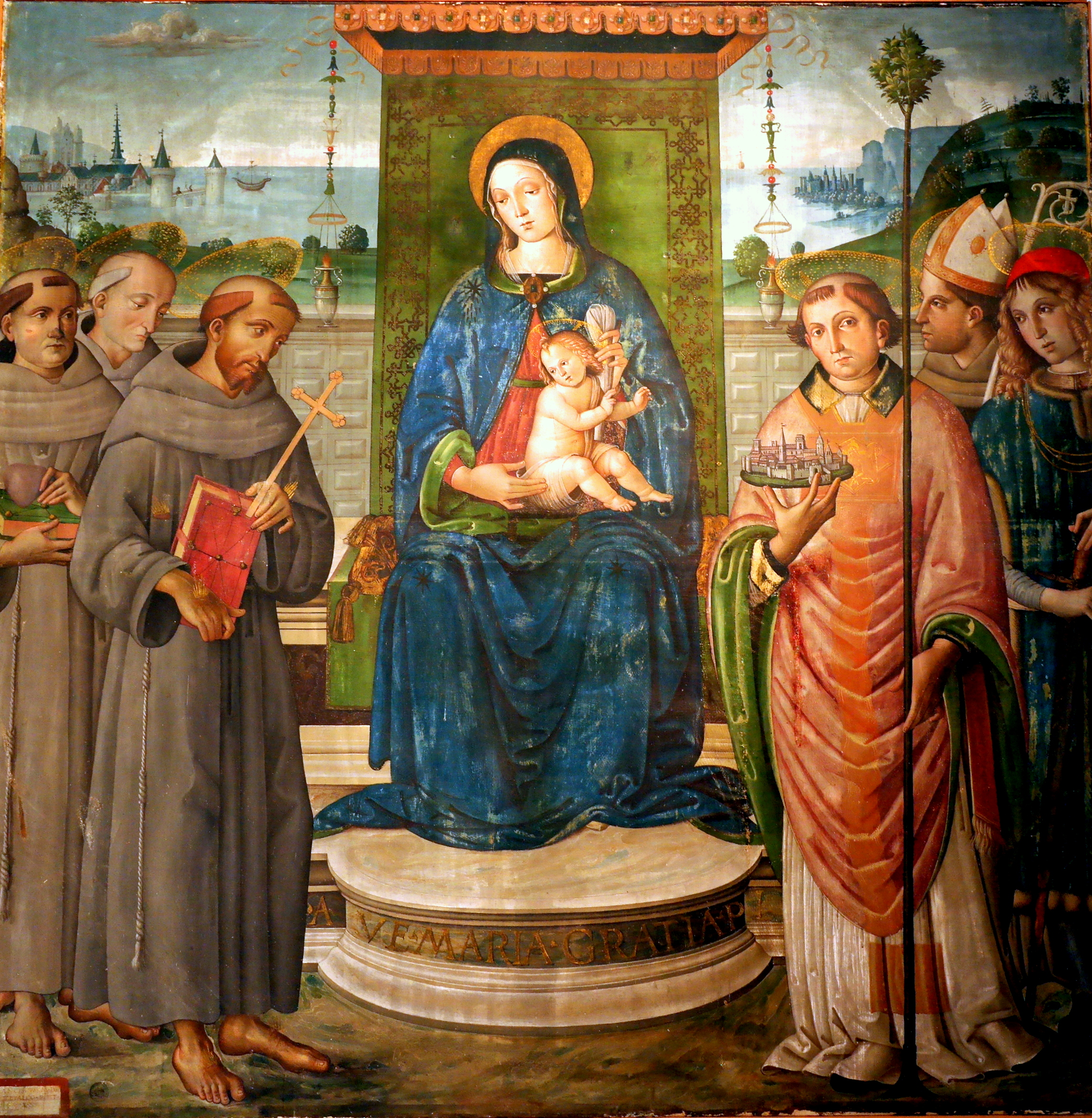
Madonna con Bambino e santi. Montefalco, Museo di San Francesco

Francesco, figlio di Andrea Miluzzi (Miliutii, di Miluccio) nacque a Montefalco, probabilmente intorno al 1465. 
Esiste solo poca documentazione sulla vita di Francesco Melanzio, ma le opere da lui firmate e quelle a lui attribuite attestano un'intensa attività artistica tra il 1487 e il 1518, prevalentemente incentrata a Montefalco e in alcune città vicine.
Le sue prime opere conosciute sembrano influenzate dallo stile di Niccolò Alunno, l'artista principale della scuola folignate della seconda metà del XV secolo.
Anche la cultura artistica perugina dell'ultimo quarto del XV secolo ha poi influenzato Melanzio, soprattutto i pittori Perugino e Pinturicchio, ma anche Antoniazzo Romano e il giovane Raffaello.
La prima opera di Melanzio, una Madonna con Bambino e Santi, risale al 1487 ed è ora nel Museo di San Francesco di Montefalco; l'anno successivo ha dipinto il polittico con la Madonna col Bambino e i santi Sebastiano, Fortunato, Severo e Chiara da Montefalco per la chiesa di Santa Maria in Turrita.
Nel 1498 Melanzio dipinge uno stendardo processionale per la chiesa di San Leonardo a Montefalco, firmato e datato, raffigurante una Madonna col Bambino e i santi Antonio da Padova, Bernardino da Siena, Francesco d'Assisi, Fortunato, Ludovico di Tolosa e Severo. Questo dipinto mostra un allontanamento dallo stile dell'Alunno e l'acquisizione del linguaggio artistico del Pinturicchio, particolarmente evidente nelle figure e nell'attuazione dello sfondo del paesaggio.
Tra la fine del XV e l'inizio del XVI secolo dipinge alcuni affreschi per il convento di San Fortunato a Montefalco (staccati e ora conservati nel Museo di San Francesco); gli affreschi con la Madonna in trono col Bambino e la Natività della chiesa di San Giovanni Battista Foligno appartengono alla stessa epoca.
Intorno al 1500 Melanzio inizia a lavorare alla decorazione della chiesa di Santa Illuminata a Montefalco che lo impegnerà anche negli anni successivi (1509, 1515, 1517).
Nel 1506 Melanzio dipinge la Madonna tra san Raffaele Arcangelo e san Ludovico per la chiesa di San Francesco a Montefalco e nel 1511 la Madonna con il Bambino in trono tra due angeli e santi Gioacchino e Anna, conservata nella Pinacoteca Vaticana. 
Nel 1514 lavora presso il Palazzo Apostolico di Foligno; l'anno successivo, riceve la commissione della decorazione perduta della cappella di San Agostino a Montefalco, dove rimane solo un frammento con il volto della Vergine.
Nel 1515 dipinge per la chiesa di San Leonardo un polittico, considerato forse il suo massimo capolavoro, con la Madonna col Bambino in trono fra i santi Girolamo, Antonio da Padova, Elisabetta, Giovanni Battista, Leonardo, Francesco, Ludovico di Tolosa, Chiara, Giovanni Apostolo, Stefano: in essa si dimostra la forte influenza del Perugino, come nei volti dolci, e del Pinturicchio, soprattutto nella scena monocromatica con La Presentazione di Gesù al tempio, rappresentata sul trono.
Tra le ultime opere dell'artista ci sono gli affreschi monocromi databili al 1518 nel chiostro del Monastero di Santa Anna a Foligno.
La data della morte di Francesco Melanzio non è nota; le ultime notizie documentate riguardano una stima del 1526.

## Opere

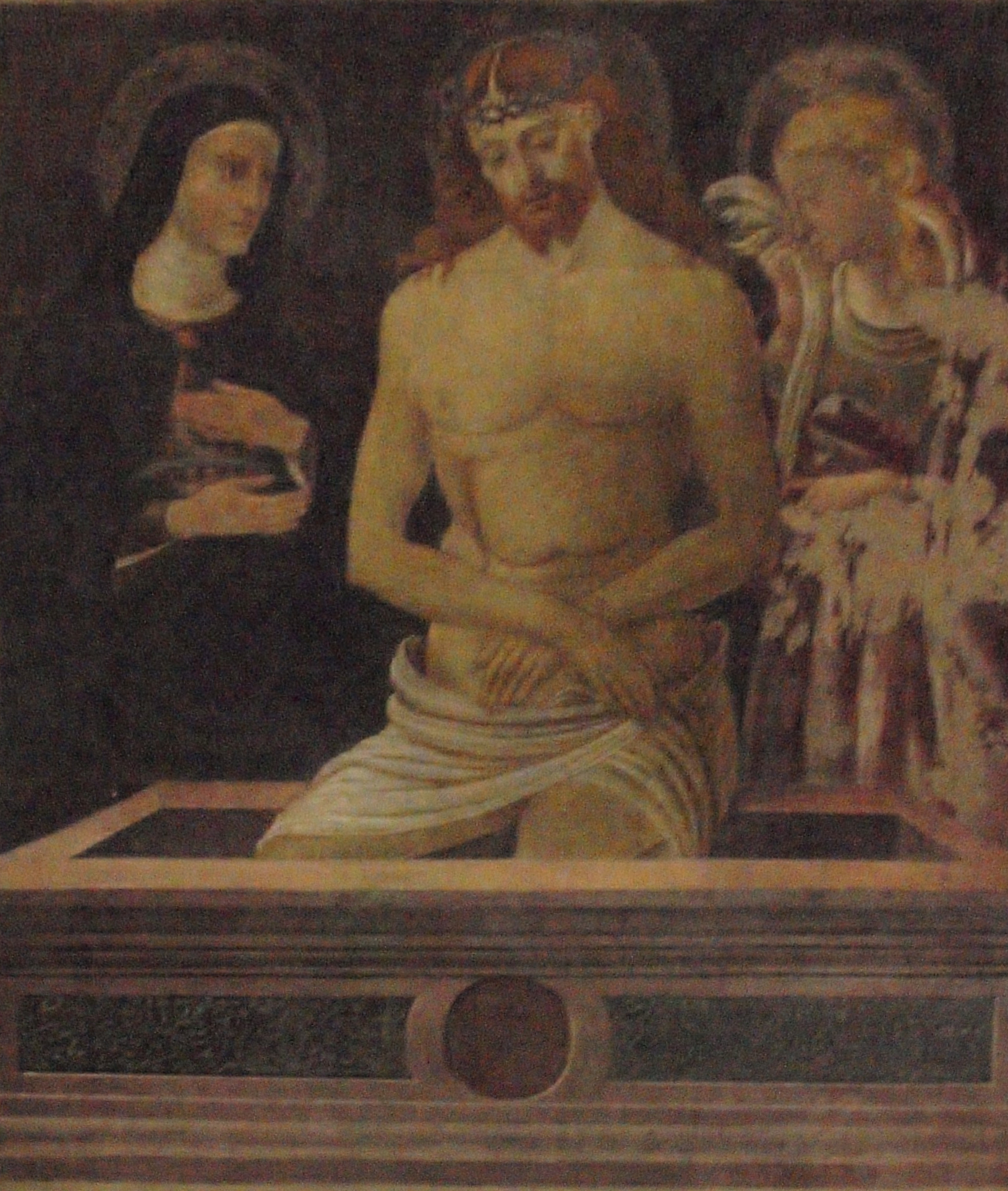
Pietà (1509), chiesa di Santa Illuminata, Montefalco

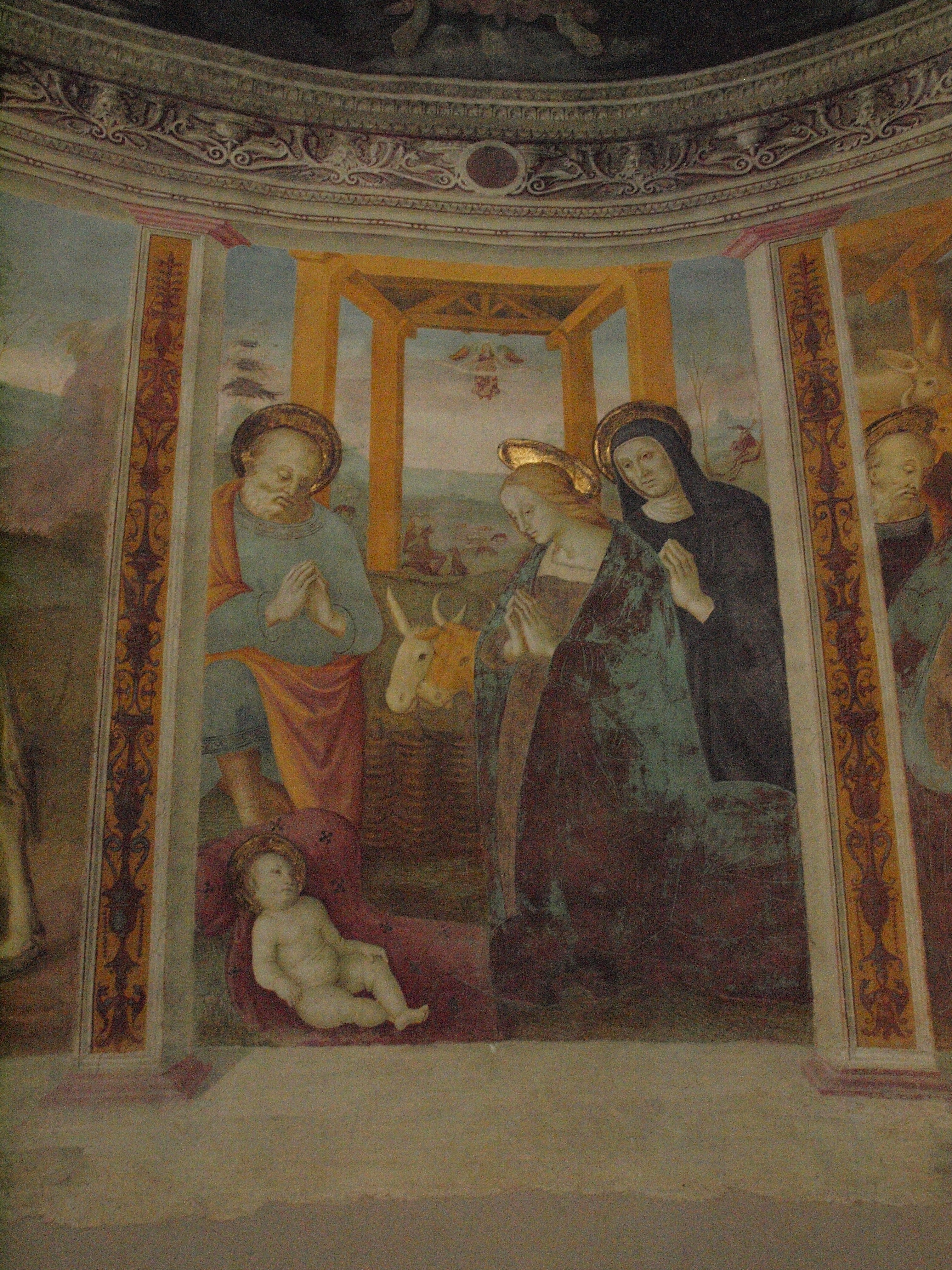
Natività, affresco, chiesa di Santa Illuminata, Montefalco

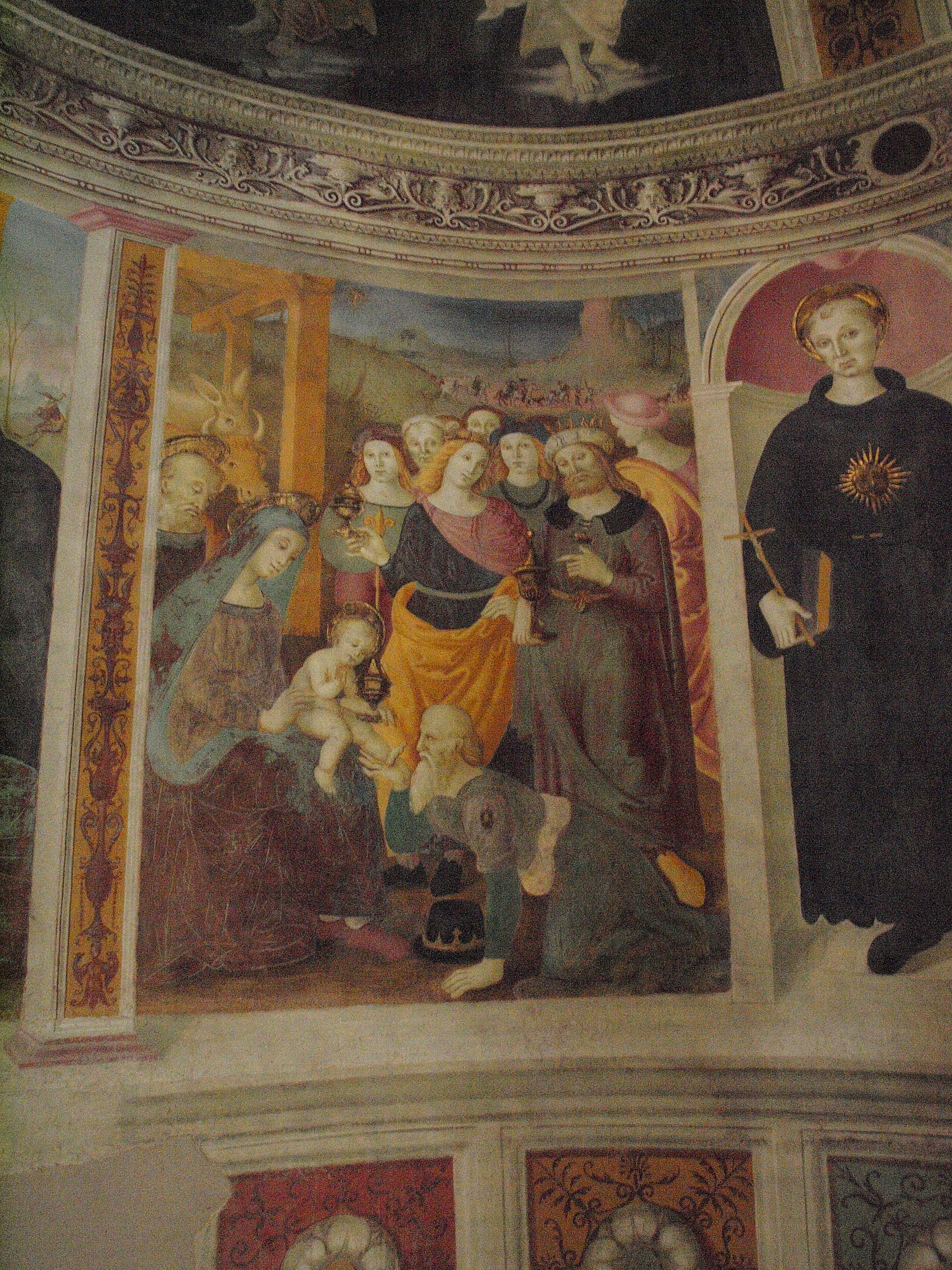
Adorazione dei Magi e San Nicola da Tolentino, chiesa di Santa Illuminata, Montefalco

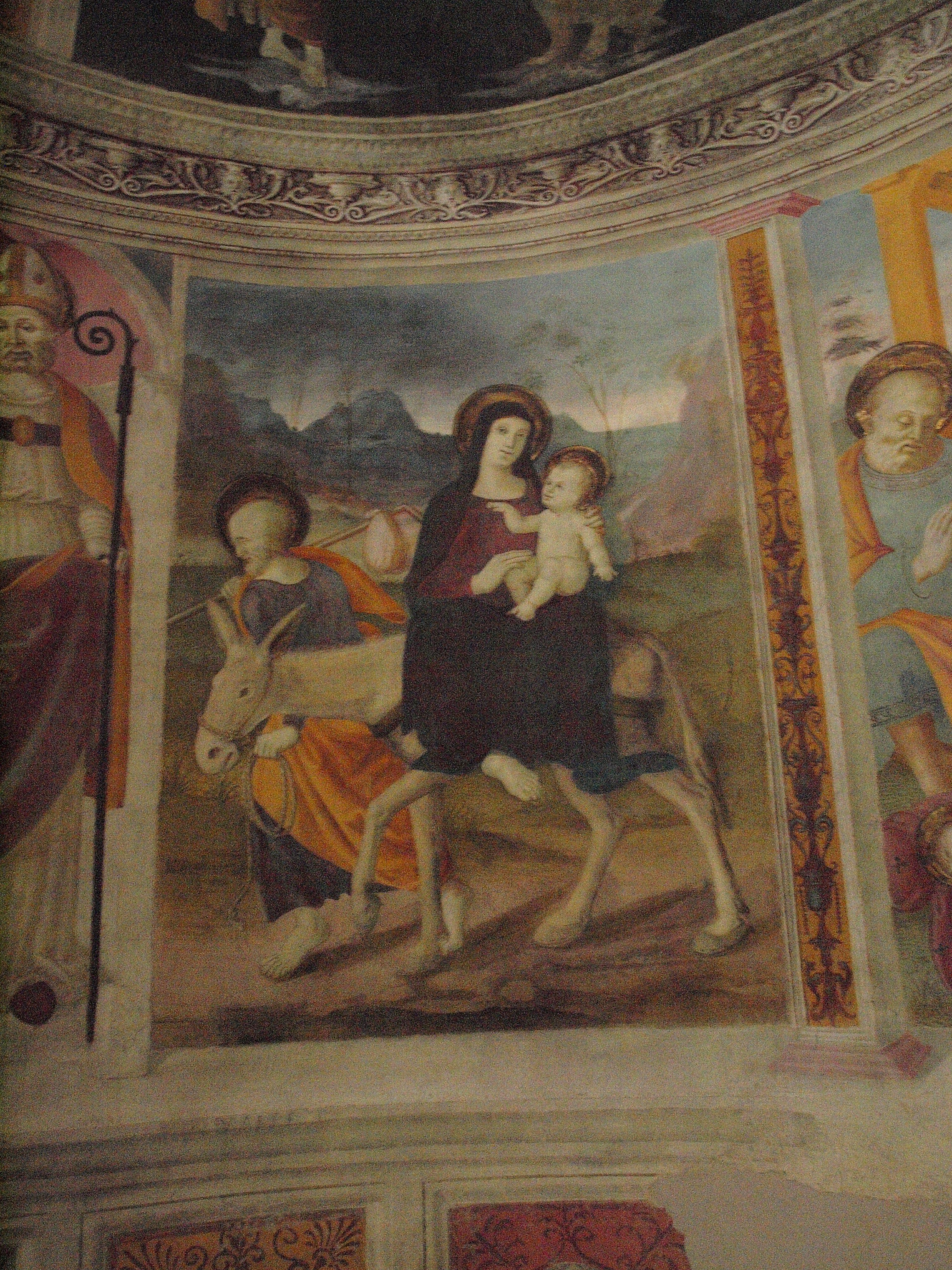
Fuga in Egitto, affresco, chiesa di Santa Illuminata, Montefalco

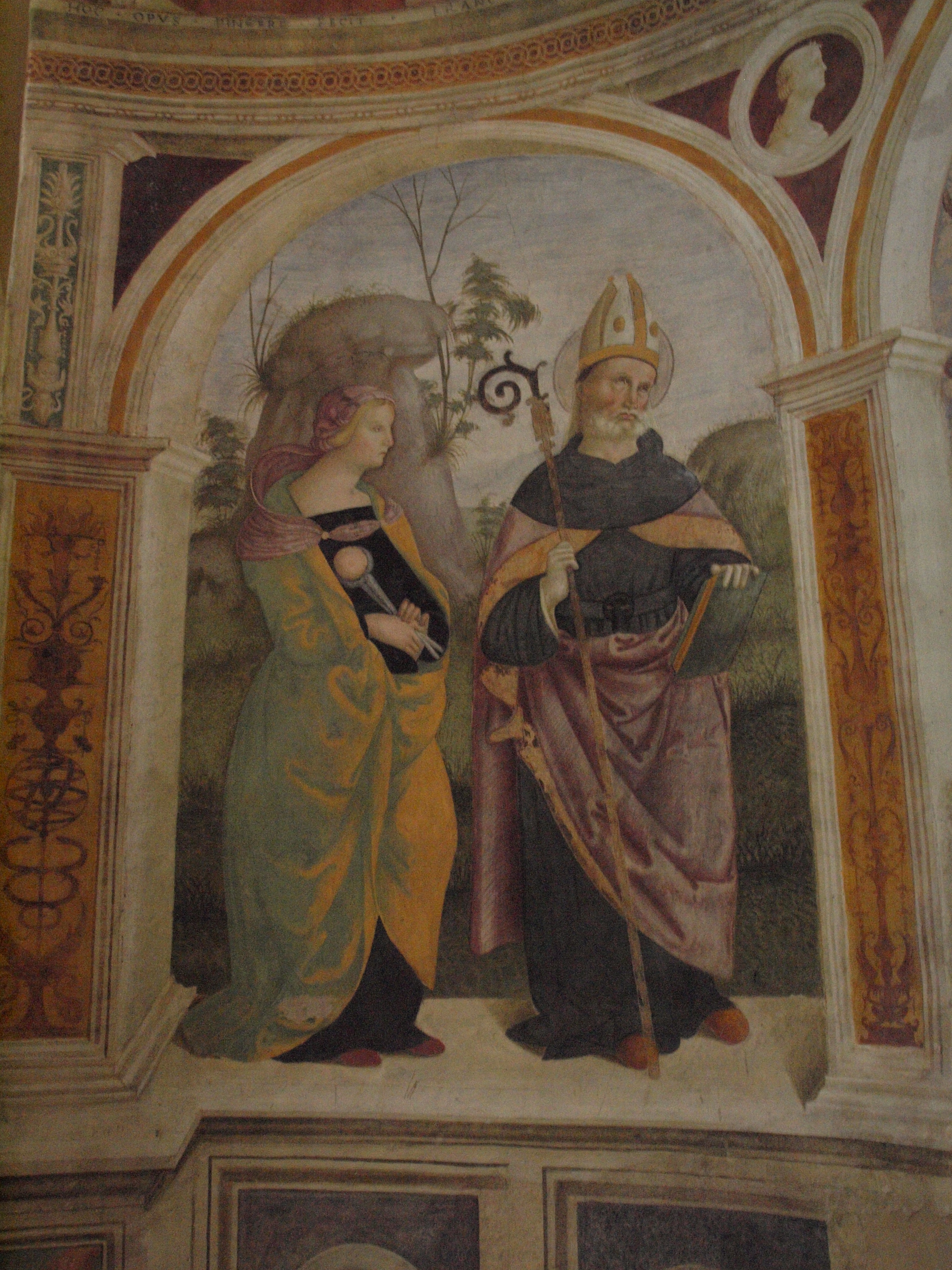
Sant'Agata e sant'Agostino, chiesa di Santa Illuminata, Montefalco

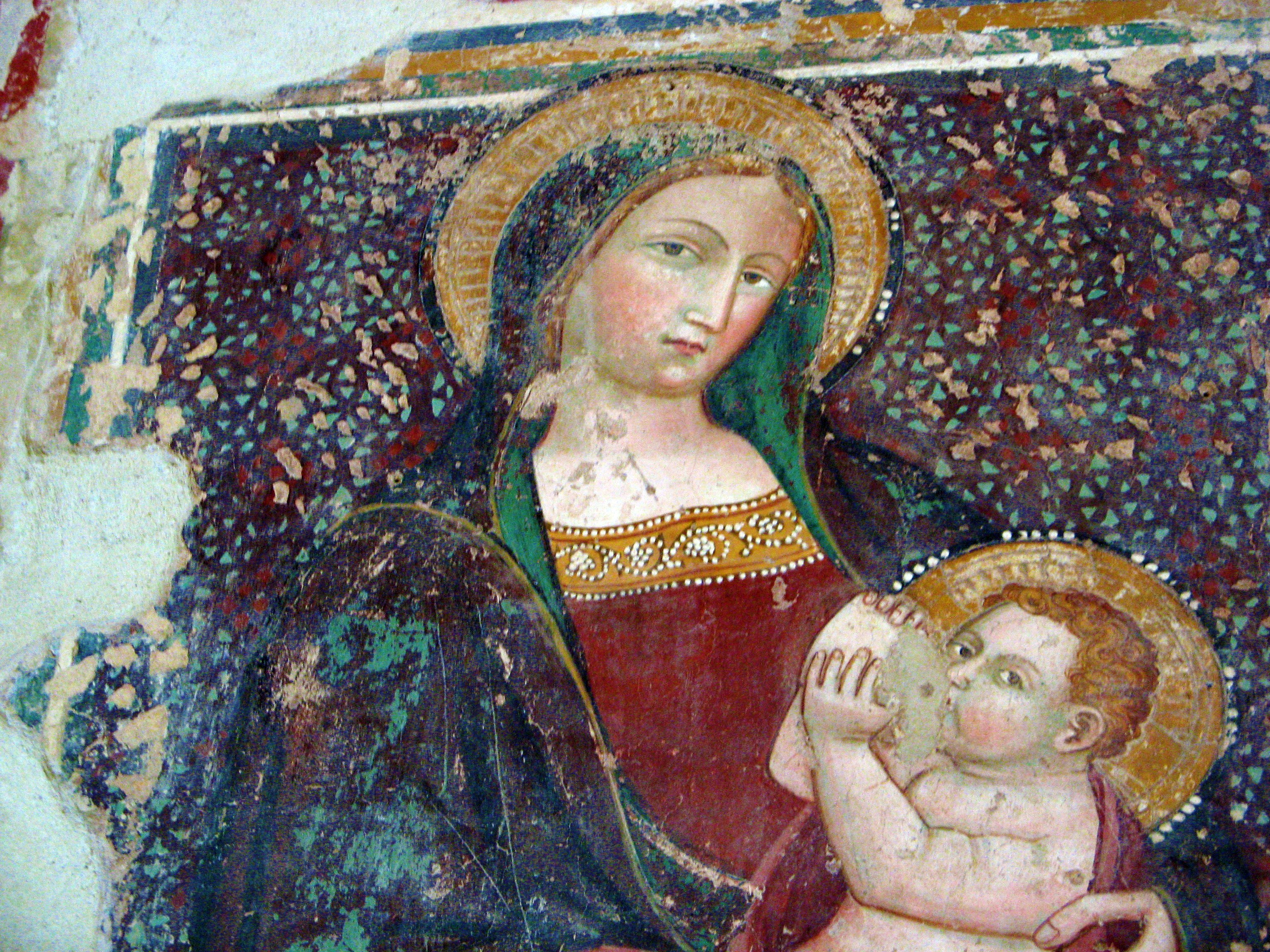
Madonna col Bambino, affresco, chiesa di Sant'Agostino, Montefalco

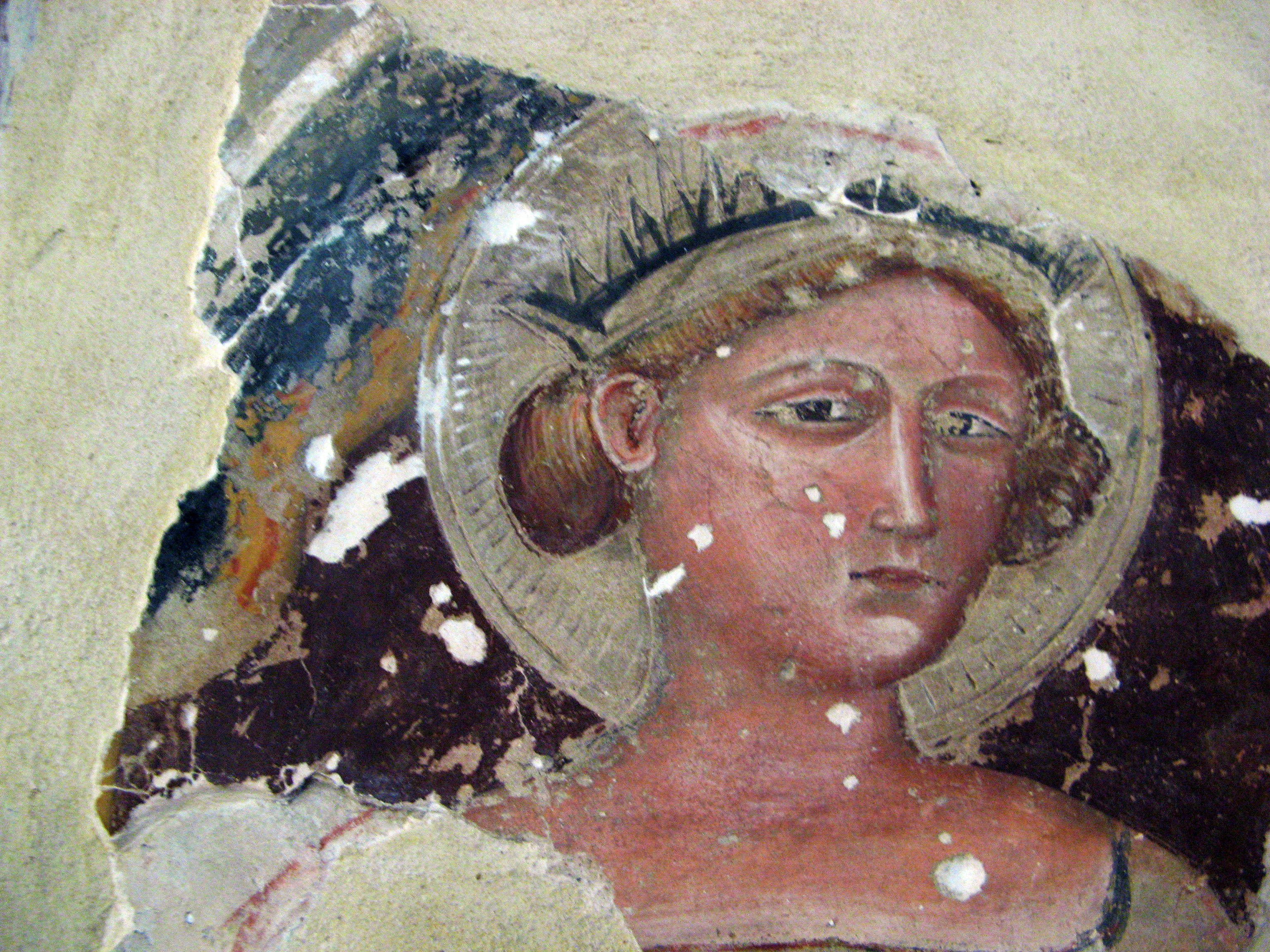
Testa della Vergine, affresco frammentario, chiesa di Sant'Agostino, Montefalco

- Madonna col Bambino e santi, tavola, firmata e datata (1487)[3]. Museo di San Francesco, Montefalco.

- Madonna col Bambino e i santi Sebastiano, Fortunato, Severo et Chiara da Montefalco, polittico datato (1488)[4]. Museo di San Francesco, Montefalco.

- Madonna del Soccorso, pala datata (1494) e attribuita dalla critica. Chiesa di San Felice, a Massa Martana.

- Affreschi nella Cappella del Presepio (doc. 1495; perduti). Chiesa di San Fortunato a Montefalco.

- Assunzione della Vergine e santi, tavola datata (1497)[5]. Pinacoteca Vaticana, Roma.

- Madonna col Bambino e santi Antonio da Padova, Bernardino da Siena, Francesco, Fortunato, Ludovico di Tolosa e Severo, tavola, firmata e datata (1498)[6]. Museo di San Francesco, Montefalco.

- San Francesco, Madonna col Bambino in trono, Annunciazione (tondo), affreschi (1500 circa) staccati nel 1877 da un tabernacolo all'esterno di San Fortunato. Museo di San Francesco, Montefalco.

- Madonna del Soccorso, stendardo processionale, datato (1504)[7]. Museo di San Francesco, Montefalco.

- Assunzione della Vergine, Agata e Agostino, Santi Gregorio e Lucia, Incoronazione della Vergine e i quattro Evangelisti, affreschi datati (1507) nella seconda cappella a destra della chiesa di Santa Illuminata a Montefalco:

- Natività, San Martino, Fuga in Egitto, Epifania, San Nicola da Tolentino, Spirito Santo e angeli, affreschi (1507 circa) nella seconda cappella a sinistra della chiesa di Santa Illuminata a Montefalco.

- Pietà con la Vergine e santa Maria Maddalena, affreschi datati (1509) nel presbiterio della chiesa di Santa Illuminata a Montefalco.

- Madonna col Bambino e angeli musicanti, affresco datato (1510)[8]. Museo di San Francesco, Montefalco.

- Affreschi, firmati e datati (1510) della chiesa di Santo Stefano a Picciche, Trevi.

- Annunciazione, Dio Padre, Sant'Emiliano, Madonna della Colonna, affreschi (circa 1510) della chiesa di Sant'Emiliano a Montefalco.

- Crocifissione con la Madonna e san Giovanni evangelista, Madonna col Bambino in trono e san Sebastiano, affreschi (circa 1510) nella cappella del portico della chiesa di Santa Maria di Pietrarossa.

- Madonna col Bambino e angeli, Santi Giovanni Battista e Sebastiano, San Pietro, san Francesco e l'Agnello divino, affreschi degli inizi del XVI secolo nella chiesa di Santa Elisabetta di Vecciano.

- Madonna delle Grazie, frammento di affresco sull'altare principale della chiesa della Madonna delle Grazie a Montefalco.

- Pietà, Sant'Antonio abate in trono tra i santi Francesco e Antonio di Padova, San Rocco, Santi Cosma e Damiano, affreschi datati (1513) nella nicchia del muro sinistro della chiesa di Santa Maria di Turrita (presso Montefalco).

- Volto della Vergine, Madonna col Bambino, frammenti di affreschi (doc. 1514; parz. perduti) della Cappella della Beata Chiarella nella chiesa di Sant'Agostino a Montefalco.

- San Nicola da Tolentino, frammento di affresco (1515) nella chiesa di Santa Maria Maddalena a Montefalco.

- Vergine col Bambino in trono, San Sebastiano e san Lorenzo, San Gerolamo e sant'Antonio abate, Resurrezione, affreschi, firmati e datati (1515), nella terza cappella a destra della chiesa di Santa Illuminata a Montefalco.

- Madonna col Bambino in trono, angeli e santi, polittico, firmato e datato (1515), sull'altare maggiore della chiesa di San Leonardo a Montefalco.

- Madonna con il Bambino in trono tra due angeli e i santi Gioacchino e Anna, pala d'altare firmata e datata (1516)[9]. Pinacoteca Vaticana, Roma.

- La Vergine col Bambino in trono e due angeli; San Gregorio celebra la messa; San Gerolamo (perduto); Santi Fortunato e Severo; Dio Padre; tracce di una Annunciazione, affreschi firmati (doc. 1517) della Confraternita del Sacramento, nella chiesa di Santa Maria di Piazza a Montefalco.

- Scene della vita della Vergine Maria, Scene della vita di Cristo, Virtù cardinali, affreschi datati (1518) e attribuiti dalla critica nel chiostro del convento della chiesa di Sant'Anna a Foligno.

- Assunzione della Vergine, San Gregorio celebra la messa (a sin.), San Gerolamo penitente (a destra). Pinacoteca Vaticana, Roma.